# Greenwich
För andra betydelser, se Greenwich (olika betydelser).
Greenwich (engelskt uttal: [ˈgɹɛnɪtʃ] eller [ˈgɹɪnɪtʃ] lyssna (fil)) är en stadsdel (tidigare en stad) i sydöstra London, som har gett namn åt kommunen Royal Borough of Greenwich.
Greenwich ligger 8,9 km ostsydost om Charing Cross. Det var ursprungligen en egen stad, men området är nu inlemmat i Storlondon, som del av distriktet, som från 2012 fick status som Englands fjärde kungliga kommun. Greenwich utgjorde den del av det traditionella grevskapet Kent fram till 1889, då grevskapet London upprättades.
Royal Greenwich Observatory ligger här. Det var det observatorium som medförde att den tidigare normgivaren för tidsangivelser fick namnet Greenwich Mean Time (GMT). Numera är Greenwich Mean Time ersatt av koordinerad universell tid (UTC, Universal Time, Coordinated).
Greenwich är känt för sin maritima historia och för att ha gett namn åt nollmeridianen, som på engelska heter Greenwich Meridian (0° longitud), och dessutom också för Greenwich Mean Time (GMT), som är den tidszon som (under beteckningen västeuropeisk tid) används i Storbritannien och Irland på vintern samt hela året på Island. På grund av sin långa historia som landets sjöfartscentrum och de många historiska byggnaderna nära stadens centrum som är upptagna på Unescos världsarvslista 1997.

## Beskrivning av området
Området har sedan äldre tid av haft sin egen lokala identitet och kultur, och den  framhävs av invånare med lokal förankring. På den centrala järnvägsstationen ses detta extra tydligt, eftersom tågen skyltas som "från London" och "till London". Staden blev säte för ett kungligt palats, Palace of Placentia, från 1400-talet, och det var där många av Tudormonarkerna föddes, bland andra Henrik VIII och Elizabeth I. Palatset förföll under engelska inbördeskriget och återuppbyggdes som Det kungliga sjukhuset för sjöfolk av Christopher Wren och hans assistent Nicholas Hawksmoor. Dessa byggnader blev Royal Naval College 1873, och de förblev institutionen för militär utbildning fram till 1998, då de överlämnades till stiftelsen Greenwich Foundation.
De historiska rummen i dessa byggnader är öppna för allmänheten, medan andra byggnader används av Universitetet i Greenwich och Trinity Laban Conservatoire of Music and Dance. Staden blev en populär semesterort på 1700-talet och många storslagna hus byggdes här, som slottet Vanbrugh Castle (1717) som byggdes på Maze Hill, vid sidan av parken. Från georgiansk tid är husen vid stadens centrum. De maritima förbindelserna till Greenwich firades på 1900-talet med att placera de historiska fartygen Cutty Sark och Gipsy Moth IV vid Thames, förutom grundandet av Nationella maritima museet i de tidigare byggnaderna för Royal Hospital School år 1934.

## Historia

### Tidig bosättning
Gravhögar sydväst om observatoriet i Greenwich Park antas vara från bronsåldern och användes på nytt av angelsaxare på 500-talet, även då som gravplats. I öster, mellan Vanbrugh och Maze Hill Gates, låg det en romersk villa eller ett romerskt tempel. Ett litet område med röd tesserae, skyddat av räcken, markerar platsen. Det romerska området blev utgrävt 1902 och där upptäcktes 300 mynt som härstammar från tiden för kejsarna Claudius och Honorius och fram till 400-talet. Området utgrävdes av tv-programmet Time Team från Channel 4 år 1999, visat  2000, och ytterligare undersökningar gjordes av samma grupp år 2003.
Så sent som i tiden fram till Henrik V var Greenwich inte mer än en fiskeby med trygg ankringsplats i floden.

### Vikingatiden
Under Ethelred II av Englands styre ankrade en dansk flotta upp i  Themsen utanför Greenwich, och slog läger där i tre år nedanför höjden. Härifrån angrep de Kent, och 1012 erövrade de staden Canterbury, och höll ärkebiskop Ælfheah som fånge i Greenwich i sju månader. Då han vägrade att få lösen utbetald för sig blev han stenad till döds. För sitt motstånd blev han helgonförklarad, och på 1100-talet blev kyrkan i Greenwich dedicerad till honom. Den nuvarande kyrkan på platsen väster om stadens centrum är St Alfege's Church, formgiven av Nicholas Hawksmoor 1714 och färdigbyggd 1718.

### Medeltiden
I Domesday Book står det att herrgården i häradet Grenviz ägdes av Odo av Bayeux, halvbror till Vilhelm erövraren, men efter ett mislyckat uppror blev hans land övertaget av kronan. Namnet på häradet ändrades till Blackheath och hovet flyttades dit på 1100-talet. Som kungligt palats, som användes till jakt, har det funnits sedan 1300, då det blev känt att Edvard I offrade i kapellet till jungfru Maria.
De efterföljande monarkerna var regelbundna besökare här. Henrik IV skrev sitt testamente här, och Henrik V förlänade herrgården på livstid till Thomas Beaufort, 1 hertig av Exeter, som dog i Greenwich 1426. Palatset byggdes av Humphrey av Gloucester, halvbror till Henrik V, och regent för Henrik VI 1447. Han stängslade in parken och reste tornet på den höjd där det kungliga observatoriet nu står. Palatset blev omdöpt till Placentia eller Pleasaunce av drottning Margaret av Anjou efter Humphreys död. Palatset blev uppbyggt och dess storlek utökades också Edvard IV, och 1466 gavs det till hans dronning Elizabeth Woodville.
Till sist var det på grund av palatset och dess egendom, som var i kungens ägo, som ledde till att det valdes som plats för Karl IIs kungliga observatorium, som gjorde att Greenwich fick den globala rollen som den plats varifrån den moderna nollmeridianen räknades.

### Tudortiden
Palatset var huvudresidenset för Henrik VII och hans söner, Henrik VIII och Edmund Tudor blev födda här och döpta i kyrkan St Alphege's. Henrik favoriserade Greenwich framför det närliggande slottet Eltham Palace, den tidigare kungabostaden. Han utvidgade Greenwich Palace och det blev hans främste säte i London fram tills Whitehall Palace byggdes på 1530-talet. Henrik VIII gifte sig med Katarina av Aragonien och Anna av Kleve i Greenwich, och både Maria (18 februari 1516) och Elizabeth (7 september 1533) föddes i Greenwich. Hans son Edvard VI dog också där femton år gammal. Placentia-palatset blev i sin tur drottning Elizabeth främsta sommarresidens. Både hon och hennes syster Maria bodde ofta i palatset, och Elizabeths råd planlade kampanjen mot spanska armadan där år 1588.

### Stuarttiden

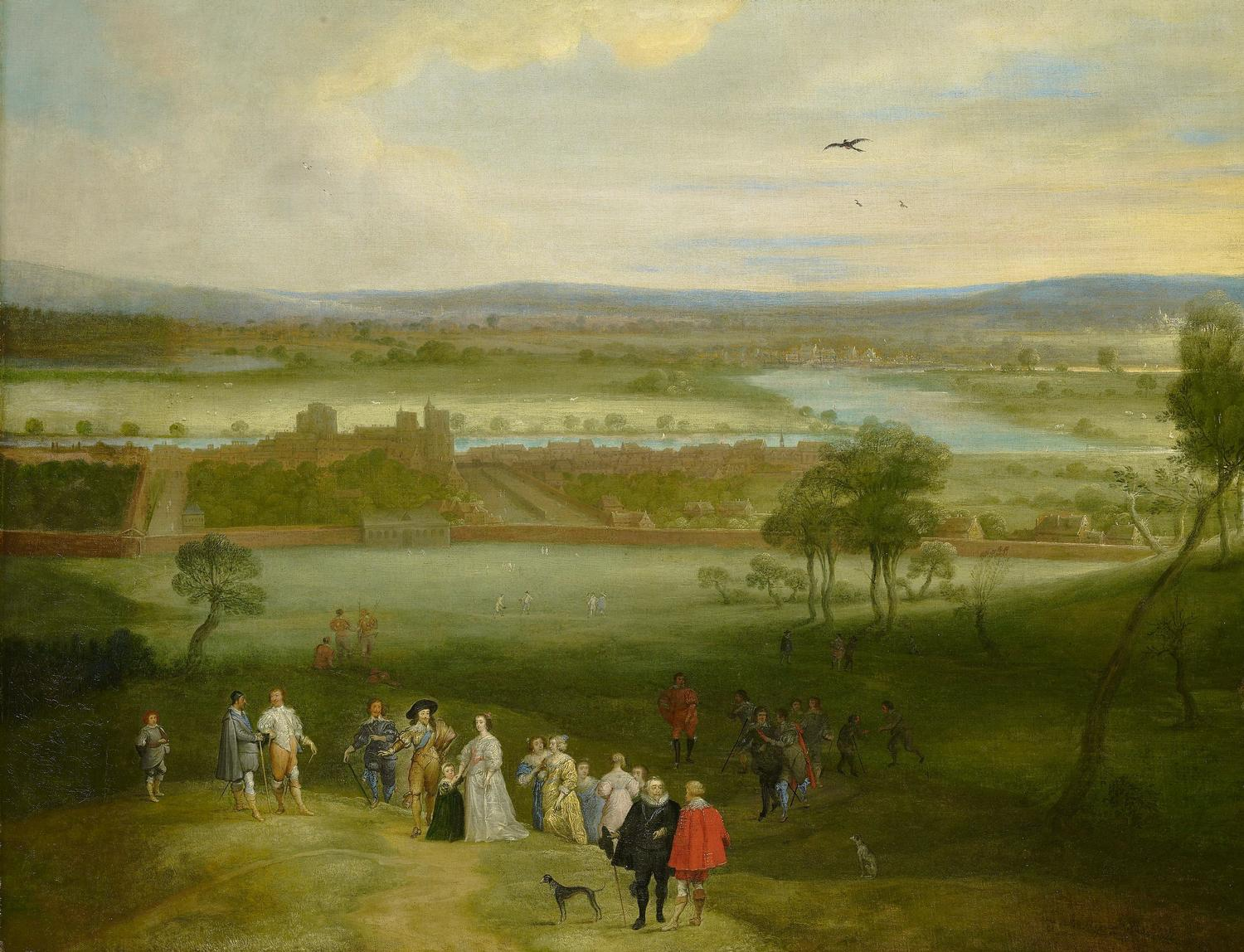
Adriaen van Stalbemts målning A View of Greenwich, ca. 1632. Den kungeliga samlingen, London.

Jakob I fick den sista ombyggnaden av Greenwich Palace utförd, och gav godset till sin drottning Anna av Danmark. 1616 anställde hon Inigo Jones till att utforma och bygga till palatset som därefter kallades Queen's House, Drottningens hus.
Karl I av England gav godset till sin drotting Henrietta Maria av Frankrike, och Inigo Jones såg till att  Queen's House blev färdigbyggt. Under engelska inbördeskriget utnyttjades palatset dels som kexfabrik och dels som läger för krigsfångar. Under interregnum (perioden mellan avrättningen av Karl I och ankomsten av hans son Karl II) övertogs palatset och användes som residens åt Oliver Cromwell, Lord Protector.
Under engelska restaurationen hade Placentiapalatset förfallit och det användes inte längre. Det blev sedan rivet. Därefter började man uppföra ett stort palats åt Karl II, men det var bara en del som blev färdigställt. Kungen fick också Greenwich Park ändrad och nyplanterad, och han grundlade och byggde det kungliga observatoriet.

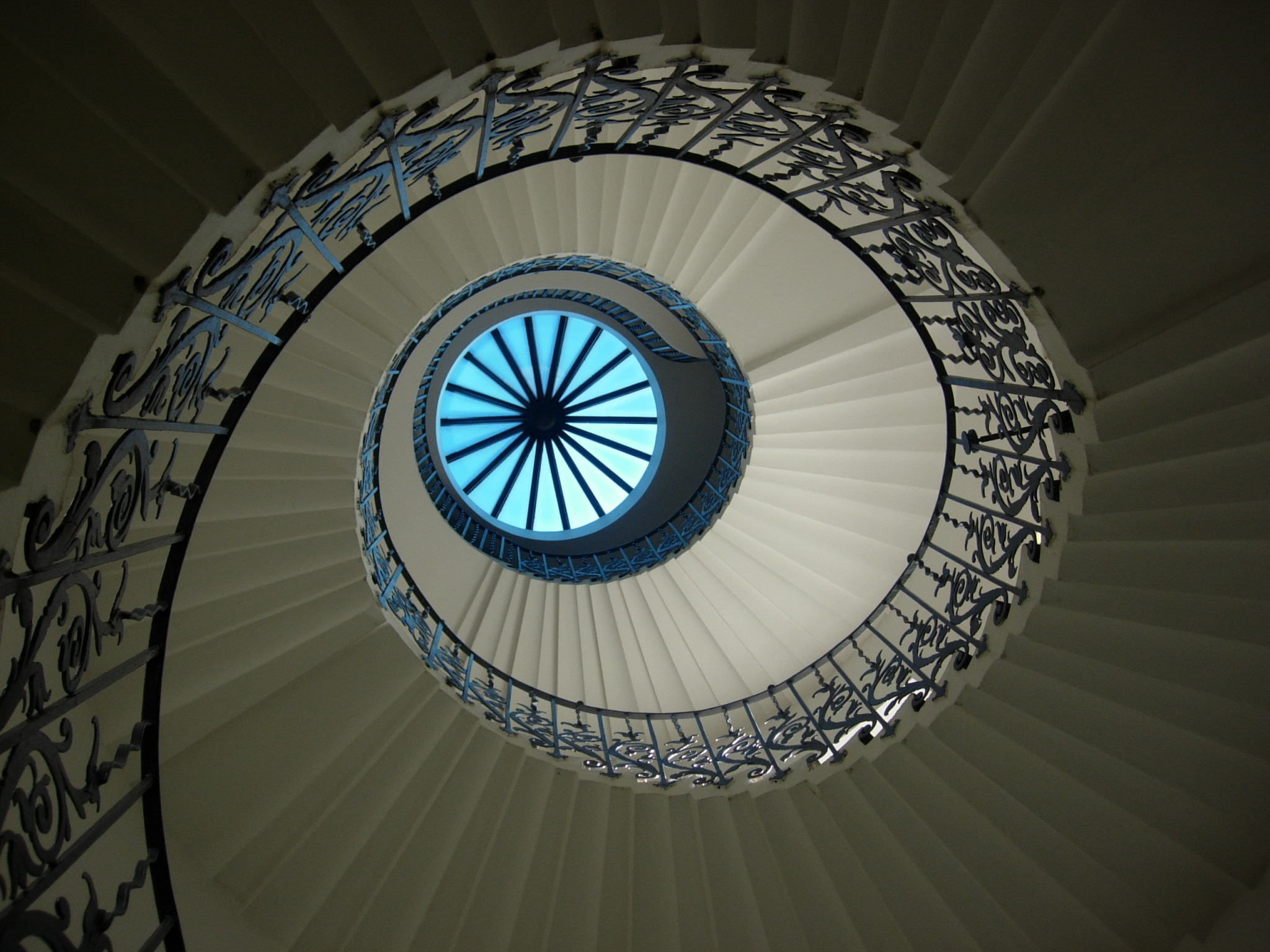
Spiraltrappa och lanterna i Queen's House i Greenwich

## Sevärdheter

### Greenwich Park
Bakom forna Naval College finns National Maritime Museum som är inrymt i byggnader som bildar en symmetrisk grupp och en stor arkad runt Queen's House, ritat av Inigo Jones. Längre söderut ligger Greenwich Park som är en kunglig park. Den anlades på 1600-talet i ett område som tidigare hade varit jaktmarker för det kungliga Palace of Placentia. 
Parken höjer sig mot Blackheath och på toppen av denna kulle finns en staty av James Wolfe, ledare för den brittiska expeditionen för att inta Quebec. I närheten finns ett större antal byggnader, bland annat det tidigare Royal Greenwich Observatory; nollmeridianen går rakt igenom denna byggnad.
Greenwich Mean Time var en gång i tiden byggd på observationer som gjordes vid Royal Greenwich Observatory, innan den ersattes av koordinerad universell tid. Eftersom det inte längre finns ett fungerande astronomiskt observatorium i Greenwich, finns där numera ett museum med astronomiska instrument och instrument för navigation och speciellt John Harrisons kronometer.
Ranger's House ligger vid Blackheath och rymmer Wernher Collection of Art, och många fina hus, bland andra Vanbrugh's house, ligger på Maze Hill, i parkens västra del.